# Mayagüez (Puerto Rico)
Mayagüez är en stad och den åttonde största kommunen i Puerto Rico. Mayagüez ligger i mitten av den västra kusten av ön Puerto Rico.  Den har en befolkning på 61 361 invånare (2022).

## Historia
Mayagüez grundades den 18 september 1760 av en grupp ledd av bröderna Faustino och Lorenzo Martínez de Matos, Juan de Silva och Juan de Aponte, vid en kulle som ligger cirka en kilometer inåt landet från Mayagüezbukten och utloppet av Yagüezfloden. Den spanska kronan gav grundarna rätten till självstyre 1763, vilket formellt skilde staden från det större området San Germán. Bosättningen fick namnet Nuestra Señora de la Candelaria de Mayagüez (”Vår Fru av Candelaria av Mayagüez”) för att frammana en uppenbarelse av Jungfru Maria på ön Teneriffa, en av Kanarieöarna. De flesta av stadens nybyggare, inklusive dess grundare, migrerade från Teneriffa, vars skyddshelgon är Jungfrun av Candelaria. Den 6 april 1894 gav den spanska kronan den formella titeln Excelente Ciudad de Mayagüez. 
Puerto Rico avträddes av Spanien i efterdyningarna av det spansk-amerikanska kriget enligt villkoren i Parisfördraget från 1898 och blev en del av USA. År 1899 genomförde USA sin första folkräkning av Puerto Rico. Mayagüez hade då 35 700 invånare, vilket gjorde den till en av de största städerna i Puerto Rico.
Mellan 1962 och 1998 var Mayagüez ett stort centrum för konservering och bearbetning av tonfisk. 80% av alla tonfiskprodukter som konsumerades i USA packades i Mayagüez (den största arbetsgivaren, StarKist, hade 11000 anställda som arbetade i tre dagliga skift under fabrikens storhetstid). Mayagüez var också ett stort nav för textilindustrin; nästan en fjärdedel av alla övningsuniformer som användes av USA:s armé syddes i staden. Idag är Mayagüez den femte största staden i Puerto Rico och anses vara en av de viktigaste städerna på ön. Staden är centrerad kring det imponerande huvudtorget Plaza Colón i spansk stil, en hyllning till Christopher Columbus, vars staty står mitt på torget, omgiven av 16 bronsstatyer.

## Geografi
Mayagüez ligger nära det geografiska mitten av Puerto Ricos västkust, cirka två till tre timmar med bil från San Juan. Dess landyta är 201,06 km2. Stadens terräng inkluderar kustslätter, älvdalar, myrmarker, kullar och berg. Av dess många floder och bäckar är de två viktigaste Río Yagüez, som rinner från den centrala bergskedjan genom centrum tills den mynnar ut i Monapassagen; och Río Guanajibo, som flyter genom flera stadsdelar i den södra delen av kommunen tills den också rinner ut i Monapassagen.

## Klimat
Staden har det mest extrema vädret på ön. Den höga frekvensen av kraftiga stormar på sommaren kan ge starka vindar, översvämningar, hagel och ibland tromber.

## Administration
Kommunen har en uppskattad befolkning på drygt 100000 fördelade på 21 barrios inklusive Mayagüez Pueblo (centrumområdet och stadens administrativa centrum). En av dessa är Isla de Mona och Islote Monito, som består av öarna Mona Island och Monito Island. Det är den största barrion till landyta och samtidigt den enda utan permanent befolkning. Den obebodda ön Desecheo tillhör också kommunen som en del av Sabanetas barrio.
- Algarrobos
- Bateyes
- Guanajibo
- Isla de Mona e Islote Monito
- Juan Alonso
- Leguísamo
- Limón
- Malezas
- Mayagüez Arriba
- Mayagüez barrio-pueblo
- Miradero
- Montoso
- Naranjales
- Quebrada Grande
- Quemado
- Río Cañas Abajo
- Río Cañas Arriba
- Río Hondo
- Rosario
- Sábalos
- Sabanetas

Enligt 2009 års uppskattningar från U.S. Census Bureau fanns det 92156 personer (en minskning från 98434 år 2000) i 38469 bostäder i Mayagüez.

## Ekonomi
Staden har haft flera naturkatastrofer.
Den stod inför en stor ekonomisk nedgång på grund av stängningen av dess textilfabriker och tonfiskindustri, som var de viktigaste industrierna i staden under större delen av 1900-talet. Över 11000 fasta jobb i dessa två industrier gick förlorade i staden under 1990-talet, och på grund av detta blev Mayagüez det område i USA med de näst mest industriella arbetsförlusterna under tiden, näst efter Flint, Michigan. En gång den tredje staden i befolkning och betydelse i Puerto Rico, har befolkningssiffrorna för den varit relativt stillastående, och den har tappat befolkning.
Mayagüez har en flytande befolkning på grund av sina universitet, främst University of Puerto Rico-Mayagüez Campus på cirka 15000–20000 som bidrar avsevärt till dess ekonomi.